# Бертон, Вероника
Вероника Грейс Бертон (англ. Veronica Grace Burton; род. 12 июля 2000 года в Ньютоне, штат Массачусетс, США) — американская профессиональная баскетболистка, выступающая в женской национальной баскетбольной ассоциации за клуб «Голден Стэйт Валкириз». Была выбрана на драфте ВНБА 2022 года в первом раунде под седьмым номером клубом «Даллас Уингз». Играет в амплуа разыгрывающего защитника. Кроме того выступает в женской национальной баскетбольной лиге за команду «Бендиго Спирит».

## Ранние годы
Вероника Бертон родилась 12 июля 2000 года в городе Ньютон (штат Массачусетс) в семье Стива и Джинни Бертон, у неё есть брат, Остин, и две сестры, Кендалл и Кейла, а училась там же в Южной средней школе, в которой выступала за местную баскетбольную команду.